# Jean Renshaw
Jean Renshaw (* 4. November 1964 in Manchester) ist eine deutsch-britische Choreografin und Regisseurin. In den letzten Jahren arbeitete sie überwiegend als Opernregisseurin an der Oper Köln, dem Theater an der Wien, dem Teatro Regio in Turin, bei den Innsbrucker Festwochen der Alten Musik und dem Festival della Valle d’Itria in Martina Franca.

## Ausbildung und Engagements als Tänzerin
Jean Renshaw studierte klassischen Tanz in London bei Ruth Silk, Michael Holmes und Richard Gladstone. Ihr erstes Engagement führte sie als Tänzerin zum London Ballet Theatre. Es folgten weitere Engagements am Staatstheater Darmstadt, dem Staatstheater Nürnberg und am Hessischen Staatstheater Wiesbaden.

## Choreographin
1987 debütierte sie als Choreografin an den Städtischen Bühnen Münster und wenig später am Staatstheater Nürnberg. Zusammen mit Dirk Elwert und Uwe Müller gründete sie 1994 das Tanzwerk Nürnberg, wo neben eigenen Arbeiten auch Choreografien von William Forsythe, Rui Horta, Jacopo Godani und Amanda Miller zum Repertoire gehörten. Mit dem Tanzwerk Nürnberg erarbeitete sie Choreografien wie Catching Unicorns, Ikarus oder Die Kunst des Landens und De Tijd. 1998 wurde sie leitende Choreographin am Theater Dortmund. Neben ihren zeitgenössischen Stücken widmet sie sich auch dem klassischen Repertoire – etwa Cinderella (1991), Medea (1999), Romeo und Julia (1997) – sowie Balletten und Musicals für Kinder und Jugendliche wie Rumpelstilzchen (1999), Sieben Fabeln nach La Fontaine (2002) oder das bilinguale Kindermusical Leckerschmecker (2009).
Jean Renshaw choreografierte u. a. an der Wiener Staatsoper, dem Badischen Staatstheater Karlsruhe, am Hessischen Staatstheater Wiesbaden, am Nationaltheater Mannheim, dem Theater Erfurt, dem Staatstheater Braunschweig, in Amsterdam, Monte-Carlo und Innsbruck, sowie in Düsseldorf, Gießen, Dortmund, Fürth, Stuttgart, Cottbus, Hildesheim, Trier und Hof. Jean Renshaw gastierte mit eigenen Choreographien u. a. in Japan, Italien, Frankreich und England.

## Regisseurin
Seit vielen Jahren arbeitet Jean Renshaw auch als Regisseurin von Opern, Revuen und Musicals sowie im Sprechtheater. Sie inszenierte und choreographierte u. a. am Tiroler Landestheater Innsbruck die Ballettoper Fairy Queen von Henry Purcell und das Musical Kiss Me, Kate (Cole Porter) sowie am Stadttheater Fürth die Musicals A Little Night Music – Das Lächeln einer Sommernacht von Stephen Sondheim (2006) und The Last Five Years – Die letzten fünf Jahre von Jason Robert Brown (2008). Dort gestaltete sie gleichfalls die Revue für eine Sängerin und Big-Band Love Me Gershwin mit der Sängerin Jutta Czurda und der Thilo Wolf Big Band (2010). Am Landestheater Coburg inszenierte Jean Renshaw nach Anything goes von George Gershwin im November 2011 die deutsche Erstaufführung des Musicals Curtains – Vorhang auf für Mord von John Kander und Fred Ebb und am Stadttheater Fürth in der Spielzeit 2015/16 die Uraufführung des Musicals Der Tunnel nach dem gleichnamigen Roman von Bernhard Kellermann.
An gleicher Stelle hatte sie zuvor die künstlerische Gesamtleitung beim Generationenprojekt Wenn ich mir was wünschen dürfte und der Ballettkomödie Les Fâcheux (Die Lästigen) von Jean-Baptiste Lully und Molière. Im Herbst 2019 folgte ebenfalls im Großen Haus des Stadttheaters Fürth König Ubu von Alfred Jarry. Darüber hinaus beschäftigte sich Jean Renshaw in den vergangenen Jahren immer wieder mit Theaterstücken für Kinder und junge Erwachsene. Allein für das Theater Oberhausen entstanden auf Einladung von Intendant Peter Carp seit 2009 fünf verschiedene Produktionen, zuletzt die Uraufführung von Nils Holgersson nach Selma Lagerlöf. Ihre letzte Arbeit in diesem Genre war ihre Adaption von Pippi Langstrumpf am Rheinischen Landestheater Neuss im November 2023.
In letzter Zeit hat sich Jean Renshaw zunehmend der Oper zugewandt. So inszenierte sie am Landestheater Coburg die komische Oper L’elisir d’amore (Der Liebestrank) von Gaetano Donizetti und Hänsel und Gretel von Engelbert Humperdinck sowie an der Hamburger Kammeroper Giovanni Paisiellos barockes Opernspektakel Il re Teodoro in Venezia (König Theodor in Venedig). Von 2015 bis 2018 war sie regelmäßig an der Wiener Kammeroper/Theater an der Wien zu Gast. Auf das Dramma giocoso Gli uccellatori (Die Vogelfänger) von Florian Leopold Gassmann als neuzeitliche Erst- bzw. Wiederaufführung folgten 2017 Die Schule der Eifersucht/La scuola de’ gelosi von Antonio Salieri und im September 2018 die Uraufführung ihres Opernpasticcios Die Zauberinsel nach Shakespeares Der Sturm/The tempest auf Musik von Henry Purcell, wie die beiden vorhergegangenen Werke ebenfalls eine Koproduktion mit der Kölner Oper, an der im Frühjahr 2018 bereits Gassmanns Gli uccellatori zu sehen waren. Weitere wichtige Stationen waren ihr Debüt an der Wiener Staatsoper im Oktober 2016 auf Einladung von Marc Minkowski mit Christoph Willibald Glucks Zauberoper Armide (Choreographie und Co-Regie) sowie ihre Inszenierung von Mozarts Così fan tutte am Staatstheater Saarbrücken. Bei den Innsbrucker Festwochen der Alten Musik zeichnete Jean Renshaw im Sommer 2021 für die medial viel beachtete neuzeitliche Erstaufführung von Johann Matthesons Opera Seria Boris Goudenow verantwortlich, und im Frühjahr 2022 inszenierte sie an der Oper Köln Béatrice et Bénédict von Hector Berlioz in der musikalischen Leitung von François-Xavier Roth. Im Anschluss daran erfolgte die Übernahme von La scuola de’ gelosi am Teatro Regio di Torino. Im Sommer 2023 inszenierte Jean Renshaw gleich zwei barocke Opernproduktionen bei Festival della Valle d’Itria in Martina Franca (Apulien): L'Orazio von Pietro Auletta und nochmals Gli uccellatori von Florian Gassmann/Carlo Goldoni.

## Auszeichnungen und Preise
Jean Renshaw ist Trägerin des Kulturpreises der Stadt Nürnberg für die Initiative Tanzwerk Nürnberg und erhielt außerdem zweimal den „Stern des Jahres“ der Abendzeitung Nürnberg für ihre besonderen Verdienste um das Nürnberger Kulturleben (für das Tanzwerk Nürnberg sowie für den Tanzmarathon Orlando zugunsten der Aids-Hilfe in der Nürnberger Tafelhalle). 2007 wurde ihr diese Auszeichnung erneut verliehen, diesmal für ihre Tanzkreation Könige im Kulturforum Fürth. Diese Produktion wurde im gleichen Jahr zudem von der Zeitschrift Die Deutsche Bühne für die Kategorie „Beste Tanzproduktion“ nominiert.

## Regiearbeiten
2023
- Gli uccellatori (Oper von Florian Leopold Gassmann/Carlo Goldoni) – Festival della Valle d’Itria Martina Franca (Dirigent: Enrico Pagano)[1][2][3]
- L'Orazio (Oper von Pietro Auletta) – Festival della Valle d’Itria Martina Franca (Dirigent: Federico Maria Sardelli)[4][5][6]
- Pippi Langstrumpf (Renshaw nach Astrid Lindgren) – Rheinisches Landestheater Neuss[7][8]

2022
- Béatrice et Bénédict (Oper von Hector Berlioz) – Oper Köln (Dirigent: François-Xavier Roth)[9]
- La scuola de’ gelosi (Oper von Antonio Salieri) – Teatro Regio di Torino (Dirigent: Nikolas Nägele)[10]

2021
- Boris Goudenow (Oper von Johann Mattheson) – Innsbrucker Festwochen der Alten Musik (Dirigent: Andrea Marchiol)[11][12]

2020
- Das Lied von der Erde (Gustav Mahler/Arr. Schönberg/Riehn) – Theater Altenburg Gera (Choreographie und Regie)[13]

2019
- König Ubu (Theaterstück von Alfred Jarry) – Stadttheater Fürth[14][15]
- La scuola de’ gelosi (Oper von Antonio Salieri) – Oper Köln (Dirigent: Arnaud Abet)[16][17]

2018
- Gli uccellatori (Oper von Florian Leopold Gassmann/Carlo Goldoni) – Oper Köln (Dirigent: Gianluca Capuano)[18]
- Così fan tutte (Oper von Wolfgang Amadeus Mozart) – Staatstheater Saarbrücken (Dirigent: Stefan Neubert)[19]
- Die Zauberinsel (Opernpasticcio von Jean Renshaw und Dieter Senft nach Shakespeares/Purcells Der Sturm) – Theater an der Wien/Wiener Kammeroper (Dirigent: Markellos Chryssicos)[20]
- Peterchens Mondfahrt (Renshaw nach Gerdt von Bassewitz) – Staatstheater Saarbrücken[21][22]

2017
- Der Räuber Hotzenplotz (Renshaw nach Otfried Preußler) – Schauspiel Wuppertal/Wuppertaler Bühnen[23]
- Die Schule der Eifersucht/La scuola de' gelosi (Oper von Antonio Salieri) – Theater an der Wien/Wiener Kammeroper (Dirigent: Stefan Gottfried)[24]

2016
- Armide (Oper von Christoph Willibald Gluck) – Wiener Staatsoper (Choreographie; Dirigent: Marc Minkowski)[25]
- Nils Holgersson (Stück nach Selma Lagerlöf bearbeitet von Simone Kranz, Uraufführung) – Theater Oberhausen[26]

2015
- Gli uccellatori (Oper von Florian Leopold Gassmann/Carlo Goldoni) – Theater an der Wien/Wiener Kammeroper (Dirigent: Stefan Gottfried)[27]
- Der Tunnel (Musical von Thilo Wolf und Ewald Arenz, Uraufführung) – Stadttheater Fürth[28]

2014
- Les Fâcheux/Die Lästigen (Komödie von Molière/Jean-Baptiste Lully) – Stadttheater Fürth[29]
- Hänsel und Gretel (Oper von Engelbert Humperdinck) – Landestheater Coburg[30]

2013
- L’elisir d’amore (Oper von Gaetano Donizetti) – Landestheater Coburg[31]
- Peter Pan (Musical nach J. M. Barrie) –  Westfälisches Landestheater[32]

2012
- Die kleine Hexe (Renshaw nach Otfried Preußler) – Theater Oberhausen[33]
- Il re Teodoro in Venezia (König Theodor in Venedig, Oper von Giovanni Paisiello) – Hamburger Kammeroper[34]
- Wenn ich mir was wünschen dürfte (Uraufführung) / Generationenprojekt – Stadttheater Fürth[35]
- Gespensterjäger auf eisiger Spur (Stück nach Cornelia Funke) – Theater Oberhausen[36]

2011
- Crazy for you (Musical von George Gershwin) – Landestheater Coburg (Regie + Choreographie)[37]
- Der kleine Wassermann (Renshaw nach Otfried Preußler) – Theater Oberhausen[38]
- Curtains (Musical von Kander/Ebb, Deutsche Erstaufführung) – Landestheater Coburg (Regie + Choreographie)[39]

2010
- Love Me Gershwin (Uraufführung) – Stadttheater Fürth[40]

2009
- Leckerschmecker (Uraufführung) – Theater Oberhausen (Regie + Choreographie)[41]

2008
- The Last Five Years (Musical von Jason Robert Brown) – Stadttheater Fürth (Regie + Choreographie)

2006
- The Fairy-Queen (Ballett-Oper von Henry Purcell) – Tiroler Landestheater Innsbruck (Regie + Choreographie)

2005
- Das Lächeln einer Sommernacht (Musical von Stephen Sondheim nach dem gleichnamigen Film von Ingmar Bergman) – Stadttheater Fürth (Regie + Choreographie)

2003
- Kiss Me Kate (Musical von Cole Porter) – Tiroler Landestheater Innsbruck (Regie + Choreographie)

## Choreographische Arbeiten
1987
- Ich stelle mir vor zehn Jahren (Uraufführung) – Theater Münster
- Ode to a Curtain (Uraufführung) – Theater Münster

1988
- Welcome to the Club (Uraufführung) – Staatstheater Nürnberg
- Bahnen (Uraufführung) – Staatstheater Nürnberg

1991
- Aschenputtels Brautschule (Uraufführung) – Theater Rudolstadt

1993
- Hexen (Uraufführung) – Theater Rudolstadt
- Bildbeschreibung (Uraufführung) – Theater Rudolstadt

1994
- Orlando is Dead (Uraufführung) – Tafelhalle Nürnberg
- 24 Stunden Tanzmarathon – Tafelhalle Nürnberg

1995
- Catching Unicorns (Uraufführung) – Tafelhalle Nürnberg
- Jumping Lessons (Uraufführung) – Tafelhalle Nürnberg

1996
- The Four Seasons (Uraufführung) – Staatstheater Nürnberg

1997
- Rumpelstilzchen (Uraufführung) – Staatstheater Nürnberg
- Romeo und Julia (Uraufführung) – Staatstheater Nürnberg
- De Tijd (Uraufführung) – Tafelhalle Nürnberg

1998
- The Four Seasons – Staatstheater Cottbus
- Bedtime Stories (Uraufführung) – Theater Dortmund
- Orlando is Dead – Theater Greifswald
- Orlando is Dead – Theater Nordhausen

1999
- Medea (Uraufführung) – Theater Dortmund
- Ikarus oder die Kunst des Landens (Uraufführung) und Herkennen Erkennen – Eröffnung des Festivals Den Haag
- Rumpelstilzchen – Theater Dortmund
- Short Ride (Uraufführung) – Staatstheater Braunschweig

2000
- New Times (Uraufführung) – Staatstheater Braunschweig
- Dark Adaption (Uraufführung) – Staatstheater Braunschweig
- Meadea (Uraufführung) – Staatstheater Cottbus

2001
- Bedtime Stories – Nationaltheater Mannheim
- Knock Knock (Uraufführung) – Tiroler Landestheater Innsbruck
- Thefourofus (Uraufführung) – Amsterdam
- Short Ride – Badisches Staatstheater Karlsruhe
- Der Tod und das Mädchen (Uraufführung) – Theater Hof

2002
- Thefourofus – Wilhelma-Theater Stuttgart
- Orlando is Dead – Staatstheater Schwerin
- Sieben Fabeln (Uraufführung) – Stadttheater Gießen
- Road Runner (Uraufführung) – Badisches Staatstheater Karlsruhe

2003
- Marie Antoinette (Uraufführung) – Theater Erfurt
- Sieben Fabeln – Theater Erfurt
- Aida (Giuseppe Verdi) – Theater Erfurt (Choreographie; Regie: Dieter Kaegi)

2004
- Wish You Were Here (Uraufführung) – Kulturforum Fürth
- Bedtime Stories – Theater Nordhausen
- Aida (Giuseppe Verdi) – Opéra de Monte-Carlo (Choreographie; Regie: Dieter Kaegi)

2005
- Carmen (Georges Bizet) – Semperoper Dresden (Choreographie; Regie: Konstanze Lauterbach)

2006
- Der Tod und das Mädchen (Franz Schubert) – Theater Hildesheim
- The Fairy-Queen (Ballett-Oper von Henry Purcell) – Tiroler Landestheater Innsbruck (Regie + Choreographie)

2007
- Le sacre du printemps (Igor Strawinsky) – Hessisches Staatstheater Wiesbaden
- viertelgleichhundertzwölf (Uraufführung) – Hessisches Staatstheater Wiesbaden
- Könige (Uraufführung) – Kulturforum Fürth

2008
- Piaf (Uraufführung) – Theater Trier
- Pariser Leben (Jacques Offenbach) – Schauspielhaus Düsseldorf (Choreographie; Regie: Hermann Schmidt-Rahmer)

2009
- The Black Rider (Waits/Burrowes) – Schauspielhaus Düsseldorf (Choreographie; Regie: Hermann Schmidt-Rahmer)
- Des Kaisers neue Kleider (Andersen/Françaix) – Stadttheater Fürth[42]
- Leckerschmecker (Uraufführung) – Theater Oberhausen (Regie + Choreographie)[41]

2010
- Piaf – Teatro di Bastia (Korsika)

2011
- Modern Times (Uraufführung) – Stadttheater Fürth[43]

2012
- Wenn ich mir was wünschen dürfte (Uraufführung) / Generationenprojekt – Stadttheater Fürth[35]

2016
- Armide (Oper von Christoph Willibald Gluck) – Wiener Staatsoper (Dirigent: Marc Minkowski)[25]